# Moresnet
Moresnet ou Moresnet neutro foi um pequeno território europeu com uma área de cerca de 3,5 km² cuja existência se deu entre os anos de 1816 e 1919. Como, entre os seus dois maiores vizinhos à época (Países Baixos e Prússia), o Congresso de Viena não conseguia estabelecer um tratado que oficializasse a posse sobre a posse deste território, deliberou-se em desenvolver então um território neutro, administrado conjuntamente. A sua localização era a cerca de 7 km ao sudeste de Aachen, diretamente ao sul da tríplice fronteira entre as atuais Alemanha, Bélgica e Países Baixos, na região de Vaalserberg.

## Surgimento

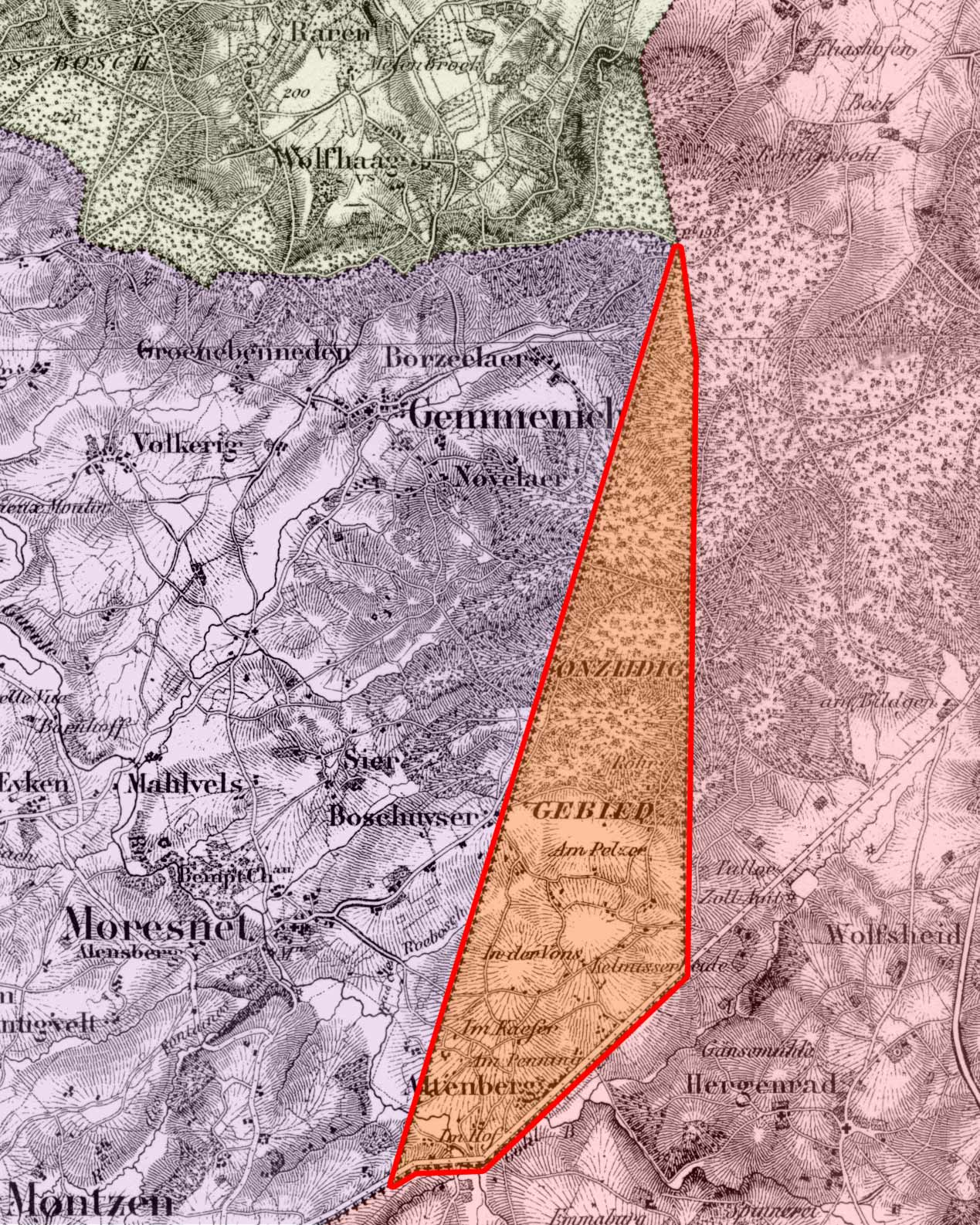
Mapa do território de Moresnet de 1862.

Durante o Congresso de Viena de 1815 o mapa europeu foi reelaborado significamente na esperança de satisfazer o novo balanço de poder político. Uma dessas fronteiras era entre o Reino dos Países Baixos e a Prússia. Em grande parte, as partes condescenderam com as demarcação das fronteiras, pois correspondia com muitas das demarcações anteriores, porém, no distrito de Moresnet houve um problema. Entre os vilarejos de Moresnet e Neu-Moresnet, existe a valiosa mina de zinco chamada de Vieille Montagnen, em francês, ou Altenberg, em alemão (A Velha Montanha, em português). Tanto os Países Baixos quanto a Prússia desejavam anexar este recurso ao seu território. Em 26 de Junho de 1816 um acordo foi realizado: o distrito de Moresnet seria dividido em três partes. A vila de Moresnet em si tornar-se-ia parte da Alemanha, Neu-Moresnet, parte da Prússia, e a mina, e a vila adjacente de Kelmis (La Calamine em francês) iria, durante certo tempo, tornar-se um território neutro, onde ambas as nações estabeleceriam uma administração conjunta para a área. A instalação formal de demarcações de fronteira para o território ocorreu em 23 de Setembro de 1818.
O novo território de Moresnet tinha uma área mas ou menos triangular com sua base na estrada principal Aachen-Liège. A vila e a mina ficam justamente ao norte dessa estrada. Aos lados em duas linhas retas, que se aproximavam até se encontrarem em Vaalserberg. Quando a Bélgica adquiriu a independência dos Países Baixos, em 1830, as terras sob o domínio da Alemanha passaram ao controlo belga, e portanto eles tomaram sua posição de coadministradores. (apesar de tecnicamente a Alemanha nunca ter cedido formalmente este controle). O território foi governado por dois comissários reais, um de cada parte. Em 1859, foi garantida uma maior liberdade de administração ao próprio território, quando um prefeito e um conselho de dez membros foi criado, sendo o prefeito indicado pelos dois comissários.
A vida em Moresnet era dominada pela mina de zinco, que foi o maior empregador, e que atraiu muitos trabalhadores dos países vizinhos, porém sua população nunca excedeu os 3000 habitantes. Viver no território trazia diversos benefícios. Entre estes, estavam os baixos impostos, a ausência de tarifas de importação de ambos os vizinhos, e baixos preços comparados ao outro lado da fronteira, Muitos dos serviços como o correio eram compartilhados entre Bélgica e Prússia (similar ao que ocorre em Andorra). A população local também tinha o direito de escolher em qual serviço militar e a qual jurisdição desejavam pertencer (similar ao que ocorreu no Couto Misto na raia luso-galega). Uma desvantagem de seu status especial estava no fato de que pessoas de Moresnet eram consideradas sem-estado, e não lhes era permitido ter militares próprios.

## Extinção

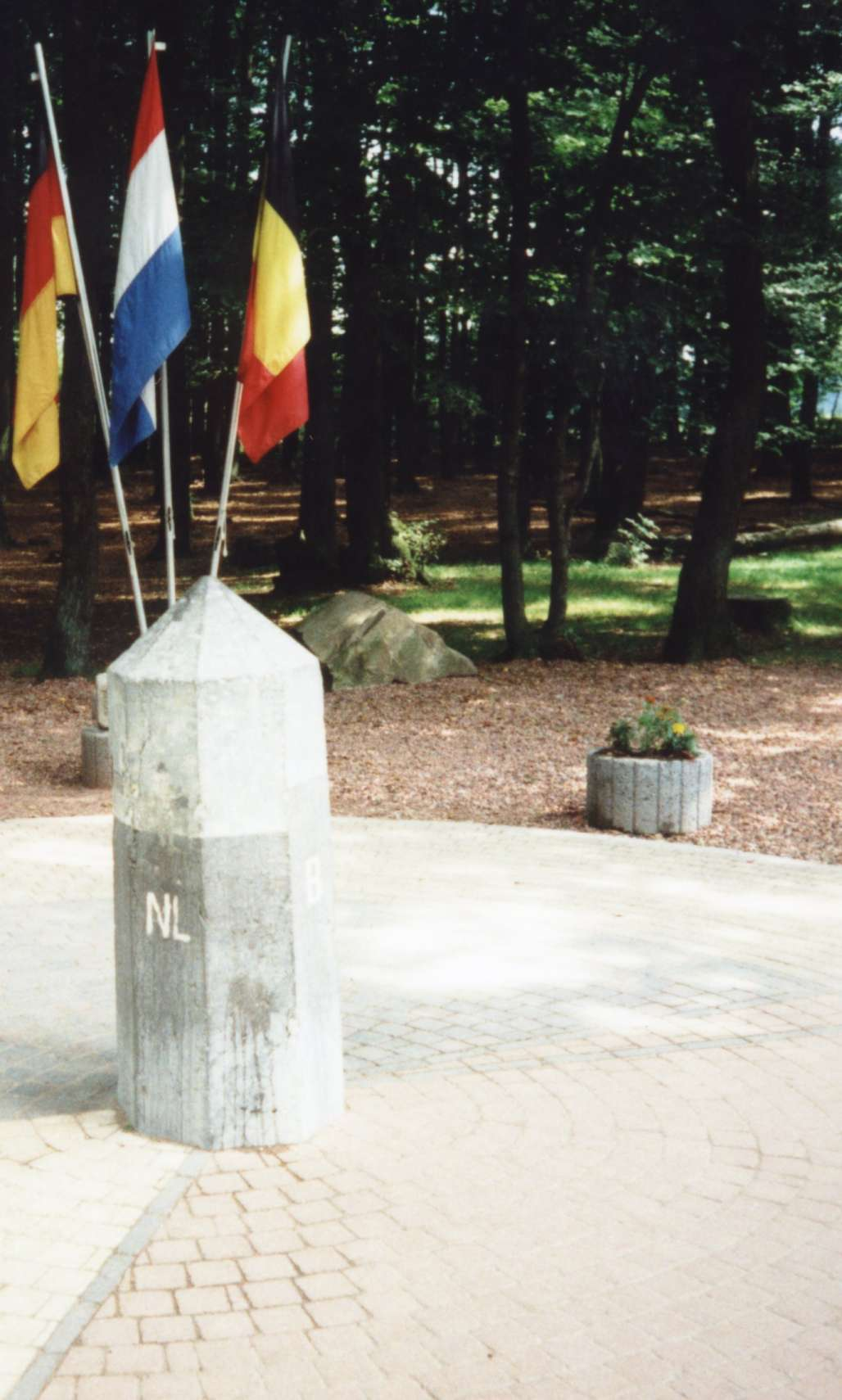
A tríplice fronteira na atual Vaalserberg.

Em 1885 a mina se exauriu, e cresceram as dúvidas sobre a continuidade da existência de Moresnet. Diversas ideias foram levadas adiante para estabelecer o território como uma entidade mais independente, entre elas, um casino e um serviço postal com selos próprios, apesar desta ter sido rejeitada pelo governo local. A iniciativa mais destacável veio do Dr. Wilhelm Molly, que em 1908 propôs que Moresnet fosse o primeiro estado cuja língua oficial fosse o esperanto, e se chamasse então Amikejo ("O lugar da amizade"). O hino nacional proposto foi uma marcha, de mesmo nome, em Esperanto. Uma parte dos residentes de Kelmis aprendeu Esperanto e um movimento foi criado ali para apoiar a ideia do Amikejo em 13 de agosto de 1908.
Entretanto, o tempo estava acabando para o pequeno território. Nem a Bélgica, nem a Alemanha desistiram de sua ideia original de conquistá-lo. Por volta de 1900 a Alemanha em particular tomou uma postura mais agressiva em relação ao território, sendo acusada de sabotagem e obstrução do processo administrativo. Em 1914, durante a Primeira Guerra Mundial, a Bélgica foi invadida pela Alemanha e, em 1915, Moresnet foi anexada. 
Os artigos 32.º e 33.º do Tratado pós-guerra de Versailles de 1919 definiu a questão da "neutralidade temporária" estabelecida cem anos antes, cedendo o território de Moresnet à Bélgica, juntamente com os municípios alemães de Eupen e Malmedy. Os alemães reanexariam a área durante a Segunda Guerra Mundial, mas ela retornou ao poder da Bélgica em 1944. Sob a administração belga o território se tornou a comuna de Kelmis (La Calamine), que em 1977 absorveu as comunas vizinhas de Neu-Moresnet e Hergenrath.
Atualmente, a visão de um estado Esperantista criada por Dr. Molly inspira interesse na história do território entre os Esperantistas de todo o mundo. Um pequeno museu em Neu-Moresnet, o Göhltal Museum (Musée de la Vallée de la Gueule), inclui exposições sobre Moresnet. 
Das 60 marcações de fronteira originais, mais de 50 persistem em seus locais originais.